# 57-й танковый корпус (вермахт)
57-й танковый корпус (нем. LVII. Panzerkorps) — оперативно-тактическое объединение сухопутных войск нацистской Германии в период Второй мировой войны. Создан 21 июня 1942 года из 57-го моторизованного корпуса.

## Боевой путь
В 1942 году — на Восточном фронте, в составе группы армий «Юг» (на Северном Кавказе).
В 1943 — бои в районе Ростова и Донбасса, отступление к Днепру.
В 1944 — отступление с боями на южной Украине, весной-летом 1944 — оборона на реке Прут, затем отступление в Трансильванию, в октябре — в Венгрию.
На 13 октября 1944 года в составе 3-й венгерской армии группы армий «Южная Украина».
В 1945 — бои в Будапеште, в феврале — в Силезии (Битва за Лаубан). Затем отступление в Тюрингию, в мае 1945 года — остатки корпуса сдались в американский плен.

## Состав корпуса
В декабре 1942:
- 6-я танковая дивизия
- 23-я танковая дивизия
- 121-е артиллерийское командование
- 2-й дивизион 40-го артиллерийского полка (150 мм sFH)
- 844-й артиллерийский дивизион (150 мм sFH)
- 602-й артиллерийский дивизион (150 мм sFH & 100 мм)
- 5-я батарея 46-го артиллерийского дивизиона (150 мм sFH)
- 228-й дивизион штурмовых орудий (1 батарея)
- 54-й полк реактивных миномётов (41 150-мм РСЗО)
- 48-й моторизованный инженерный батальон
- 13-я мостовая колонна (Brüko K)
- 16-я мостовая колонна
- Штаб и остатки 651-го моторизованного инженерного батальона[2]

В июле 1943:
- 15-я моторизованная дивизия
- 198-я пехотная дивизия
- 328-я пехотная дивизия

В сентябре 1944:
- 20-я танковая дивизия
- 76-я пехотная дивизия
- 4-я горнопехотная дивизия

На 13 октября 1944 года
- 1-я венгерская кавалерийская дивизия[1]
- 20-я венгерская пехотная дивизия[1]
- 4-я полицейская моторизованная дивизия СС[1]

В марте 1945:
- Дивизия сопровождения фюрера
- 8-я танковая дивизия
- 103-я танковая бригада

## Командующие корпусом
- С 21 июня 1942 — генерал танковых войск Фридрих Кирхнер
- С 30 ноября 1943 — генерал танковых войск Ханс-Карл фрайхерр фон Эзебек
- С 19 февраля 1944 — генерал танковых войск Фридрих Кирхнер